# Pressens lånerätt

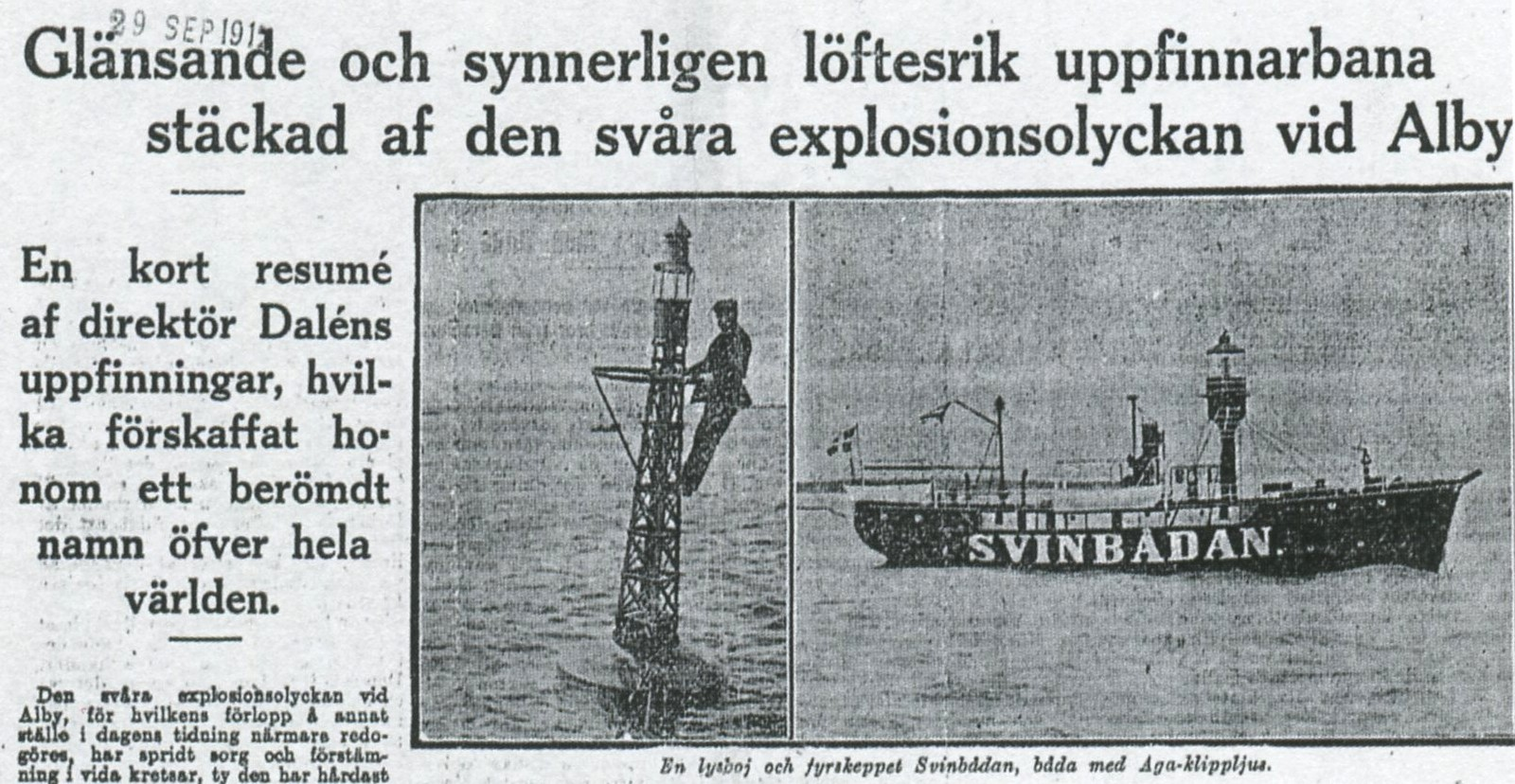
I den ursprungliga lånerätten fick tidningar och tidskrifter i nyhetssammanhang återanvända hela artiklar från andra tidningar. Detta begränsades dock alltmer från början av 1930-talet, och från 1990-talet får man bara återanvända så mycket som ändamålet motiverar.

Pressens lånerätt är ett begrepp som emellanåt används för att beskriva ett undantag i upphovsrätten som gäller användning av verk som syns i samband med dagshändelser. Enligt undantaget får man använda upphovsrättsligt skyddade verk i samband med dagshändelser, så länge man anger namn på upphovsmannen och källa, och bara använder verket i den omfattning som ändamålet motiverar. 
I Sverige har lånerätten funnits i någon form åtminstone sedan 1876 års upphovsrättslag, men från 1930-talet började den begränsas alltmer. Undantaget har bland annat påverkats av Auktorrättskommittén, Bernkonventionen och Infosoc-direktivet. Efter dessas införlivande i svensk upphovsrättslag kan man exempelvis inte längre återge hela verk, såsom artiklar eller texter.

## Bakgrund
Undantaget, som återfinns i Upphovsrättslagens 23 §, är en av två bestämmelser som inskränker en upphovsrättsinnehavares ekonomiska ensamrätt i samband med nyhetsförmedlingen av dagshändelser. Den andra bestämmelsen, i § 25, brukar kallas reportagerätten. Till skillnad från pressens lånerätt gäller reportagerätten när ett verk hörs eller syns under nyhetshändelsen.
En motsvarande bestämmelse som undantaget återfinns även i Infosoc-direktivet, artikel 5.3c. Undantaget härrör från Bernkonventionen och har funnits i Upphovsrättslagen sedan den tillkom på 1960-talet. I Auktorrättskommittén som i sitt lagförslag SOU 1956:25 lade fram underlaget för Sveriges nuvarande upphovsrättslag konstaterade man:
”Hänsyn till pressens behov ha sedan länge ansetts påkalla vissa inskränkningar i författarrätten. En av pressens viktigaste uppgifter är att lämna orientering i politiska och andra dagsfrågor. Allmänhetens intresse av offentlig debatt på detta område föranleder, att pressen bör äga fri tillgång att återgiva vad som i dylika frågor anföres i andra tidningar och tidskrifter. Ur författarnas synpunkt kan en fri lånerätt pressorgan emellan icke heller anses utgöra en otillbörlig inskränkning i författarrätten; i allmänhet torde den som i en tidning publicerat ett inlägg i det offentliga meningsutbytet gärna se, att hans synpunkter genom att återgivas även i andra tidningar erhålla så stor spridning som möjligt.”
Pressens lånerätt har dock i någon form funnits i svensk rätt i flera hundra år. I lagen från 1876 fastslogs exempelvis att ”uppsatser, hemtade ur dagblad, anses icke såsom eftertryckta, då de i andra dagblad införas”. Enligt denna lag fick man publicera hela artiklar från andra tidningar. Så såg det ut även i många andra länder, och i länder som Italien och Österrike utsträcktes rätten även till att gälla radion. Lånerätten började dock att villkoras alltmer med början på 1930-talet, men fram till 1993 fanns rätten att återpublicera hela artiklar återgiven i Upphovsrättslagens 15 §: "I tidning eller tidskrift må ur annan tidning eller tidskrift intagas artikel i religiös, politisk eller ekonomisk dagsfråga, så framt ej förbud mot eftertryck är utsatt."

## Betydelse
Undantaget gör gällande att verk, exempelvis bilder, som har offentliggjorts får användas i en tidning eller en tidskrift, i samband med att man i tidningen eller tidskriften redogör för en dagsaktuell händelse. I lagen används begreppet konstverk, men i flera andra paragrafer i upphovsrättslagen, som berör närstående rättigheter, refererar man till § 23, och således omfattas även de verktyperna av bestämmelsen. Det gäller exempelvis fotografiska bilder enligt § 49 a i Upphovsrättslagen. Ljud- och bildupptagningar omfattas dock inte.
Undantaget kräver dock att man gör det i överensstämmelse med god sed, bland annat att man anger namn på upphovsman samt källan. Verken får också bara användas i den omfattningen som ändamålet motiverar. Undantaget gäller också bara så länge verket inte har skapats just för att återges i en sådan publikation. Dessutom måste verket ha offentliggjorts, enligt § 8 första stycket i Upphovsrättslagen. Det innebär att upphovsrättsinnehavaren själv eller någon med dennes samtycke måste ha gjort verket tillgängliggjort först. Detta testades bland annat i Mobilfilmsmålet efter Järnrörsskandalen, där bland annat Sveriges Television fälldes för att ha spridit bilder som tidigare inte varit offentliggjorda.
Med tidning eller tidskrift anses även webbplatser som löpande publicerar nyhetsartiklar omfattas, såvida webbplatsen drivs som en del av en journalistisk verksamhet.